# Ashantiriket
Ashantiriket eller Asanteriket var ett västafrikanskt rike på Guldkusten, beläget i nuvarande Ghana. Rikets huvudstad var Kumasi. Ashantis historia räknas från kung Osei Tutu I:s tronbestigning 1670, då staten gjorde sig självständig från Denkyira. År 1896 erövrades riket av britterna. Riket inlemmades totalt i den brittiska kronkolonin Guldkusten 1902.

## Historik
Före den europeiska kolonisationen var Ashanti ett betydande rike i Västafrika. En av kungadömets viktigaste inkomstkällor och maktbaser var den afrikanska slavhandeln. Ashantifolket tillfångatog och sålde slavar till de europeiska slavhandlarna fram till andra fjärdedelen av 1800-talet. Slavhandel förbjöds i Ashanti från 1850-talet. Riket handlade även med guld och elfenben.
Ashanti var en av de få afrikanska staterna som kunde bjuda kolonisatörerna något motstånd. Britterna utkämpade fyra krig mot Ashanti mellan 1826 och 1896. Den brittiska kolonin som därefter grundades fick namnet Guldkusten.
Ashantirikets forna område är idag känt som Ghana. Den ashantiska monarkin lever fortfarande kvar i provinsen Ashanti i Ghana.

## Galleri

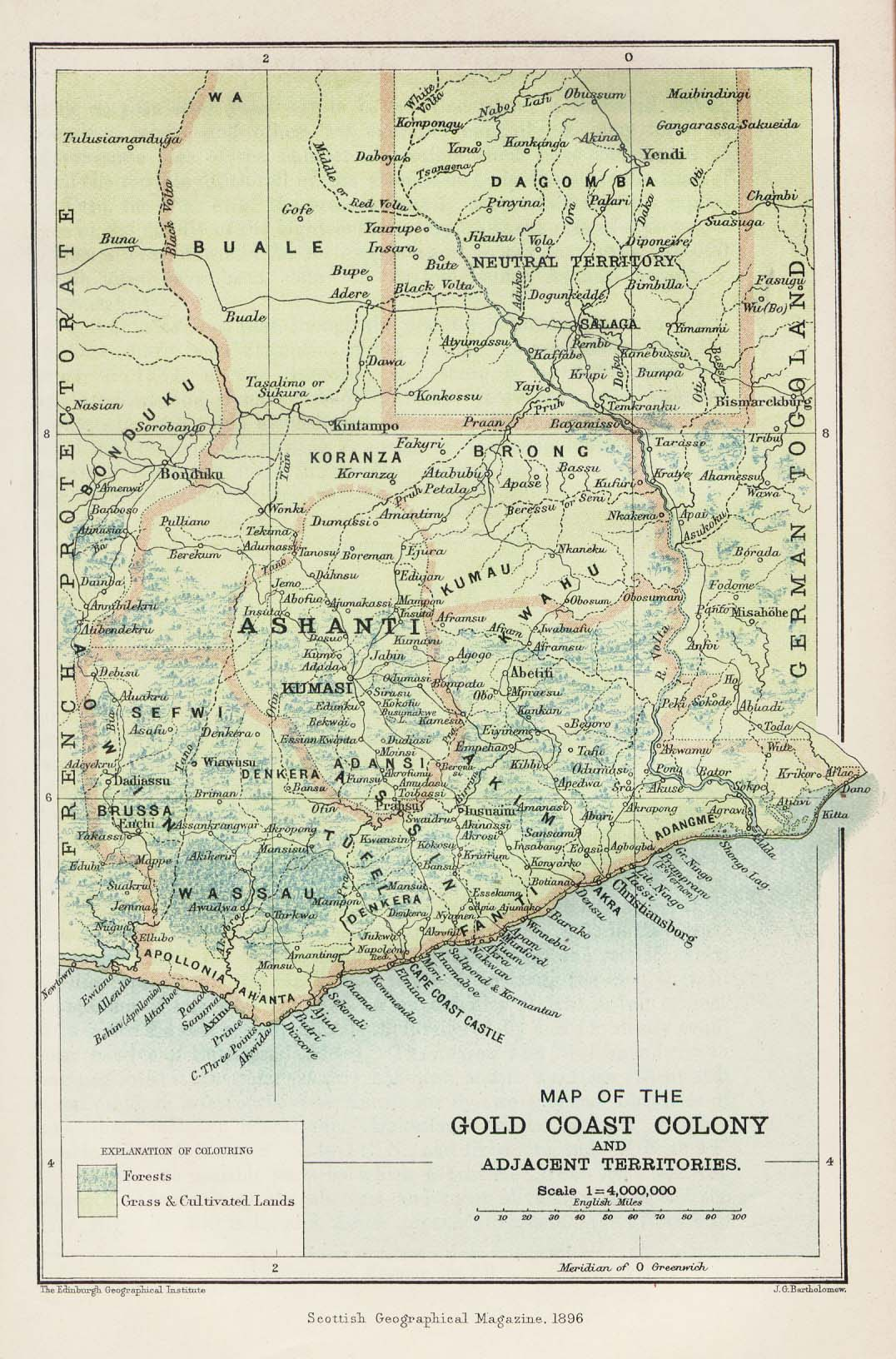
Staten Ashanti på en karta från 1896.